# Llanfyllin
Llanfyllin è una cittadina di circa 1.500 abitanti del Galles centro-orientale, facente parte della contea di Powys (contea cerimoniale: Montgomeryshire).

## Geografia fisica

### Collocazione
Llanfyllin è situata a nord del corso del fiume Vyrnwy  e ad est del lago Vyrnwy Si trova inoltre a circa 25 km a nord/nord-ovest di Welshpool.

## Società

### Evoluzione demografica
Al censimento del 2011, Llanfyllin contava una popolazione pari a 1.532 abitanti. Nel 2001, ne contava invece 1.470.

## Infrastrutture e trasporti
Llanfyllin si trova lungo l'autostrada A490 tra Welshpool e Llanrhaeadr-ym-Mochnant.